# Дон Жуан, или Каменният гост
„Дон Жуан, или Каменният гост“ (на френски: Dom Juan ou le Festin de pierre) е френска пиеса, комедия в пет действия. Нейният автор е Жан-Батист Поклен, познат с псевдонима Молиер. Създадената от френския драматург пиеса през 1665 година, е базирана на сюжета от Тирсо де Молина. Пиесата, смятана за една от високите комедии на Молиер, заедно с „Тартюф“ и „Мизантроп“, представя образа на дон Жуан, който живее в името на своите любовни отношения и завоевания. Главният герой на пиесата не вярва в Бог, ненавижда обществения морал и винаги е готов на нови завоевания към всяка красива дама, която е обсебила сърцето му.

## Действащи лица
- Дон Жуан – син на дон Луис
- Сганарел – доверен слуга на дон Жуан
- Елвира – жена на дон Жуан
- Гусман – щитоносец на Елвира
- Дон Карлос – брат на Елвира
- Дон Алонсо – брат на Елвира
- Дон Луис – баща на дон Жуан
- Шарлота – селянка
- Матюрина – селянка
- Пиеро – селянин
- Статуята на командора
- Ла Виолет – лакей на дон Жуан
- Раготен – лакей на дон Жуан
- г-н Диманш – търговец, кредитор
- Ла Раме – бандит
- Бедняк
- Свита на дон Жуан
- Свита на дон Карлос и дон Алонсо
- Призрак

## Творческа история
Молиер черпи вдъхновението си от главния герой на произведение на Тирсо де Молина, наречено El burlador de Sevilla y convidado de piedra. Молина заимства от една испанска легенда, в която дон Жуан освен безбожник е и голям прелъстител. При Молиер се наблюдава смесване на различните източници. Героите от двете пиеси обаче се различават в няколко аспекта. Дон Жуан от Молиер ясно заявява, че е атеист, докато в пиесата на Тирсо де Молина той е католик, който вярва, че може да се покае за злите си дела преди да умре и така да изкупи греховете си. Смъртта му обаче идва по-рано от очакваното и той установява, че опитите му да се покае са неефективни. И в двете пиеси главният герой е осъден на Ада.
За първи път пиесата е представена на публиката в Париж на 15 февруари 1665 г. в театър дьо Пале-Роял, като Молиер играе ролята на Сганарел . След първите петнадесет представления пиесата е забранена. Молиер е обвинен в аморализъм, дори е анатемосан публично. За съвременниците дон Жуан е безбожник и прелъстител, който излиза извън модела на обществото.
Пиесата е публикувана в силно цензурирана версия за първи път през 1682 г. Тя е част от осемтомно издание, редактирано от La Grange и Vivot, което съдържа почти всички пиеси на Молиер. Нецензурирана версия се появи в Амстердам през 1683 г.  Почти всички копия, които били цензурирани, биват запалени. Близо век и половина по-късно, през 1813 г., във Франция е публикуван пълен и реставриран текст. И тогава през 1847 г. пиесата е добавена към репертоара на Комеди-Франсез. През ХХ век пиесата се изпълнява често и събира голямо критическо внимание и възхищение.

## Сюжет
Действието се развива в Сицилия.

### I действие
Пиесата започва с разговор между Снагарел, слугата на дон Жуан, и Гусман, щитоносецът на Елвира, в градината на двореца. След няколко думи за тютюнопушенето, разговорът им се насочва към темата за напускането на новия съпруг на доня Елвира. Още в началото на пиесата Снагарел излага своето мнение за господаря си пред Гусман. Той го смята за безбожик, хитрец, циник и прелъстител. Двамата слуги се разделят, защото се появява дон Жуан. Те обсъждат темата за брака и дон Жуан споделя, че се е влюбил отново в една нова девойка. След това влиза доня Елвира, която иска да разбере повода за неговото заминаване, но полученият отговор я огорчава.

### II действие
Действието се развива в провинцията. Пиеро разказва на Шарлот, неговат възлюбена, как е спасил дон Жуан и неговия слуга. След като Пиеро излиза се появяват двамата спасени. Дон Жуан се обяснява в любов на Шарлот, убеждавайки я да се омъжи за него макар и да се познават само от четвърт час. Появява се Пиеро и се намесва. Съвсем скоро след това влиза и Матюрина, която също е получила предложение за брак от дон Жуан. Двете жени му искат обяснение, но той успява да измисли как да се справи и с тази неприятност. Когато дон Жуан излиза, Снагарел се опитва да ги предупреди, но при появата на неговия господар връща думите си назад и започва да го защитава. Ла Раме съобщава, че дванадесет конника търсят дон Жуан.

### III действие
Снагарел се преоблича като доктор, а господарят му в селски дрехи. Те срещат един бедняк, който им показва по кой път да поемат, за да стигнат до края на гората. Този беден човек се молел всеки ден на Бог за благото на хората, които му помагали. Дон Жуан му предложил да му даде един луидор, ако изрече богохулство, но той му отказал. Разговорът им бива прекъснат от гледката, на която попадат. Дон Карлос, брат на Елвира, е нападнат от крадци, а дон Жуан решава да му се притече на помощ. Дон Карлос му казва, че той и братята му са тръгнали да отмъстят на дон Жуан Тенорио, за да защитят честта на сестра си. Появява се дон Алонсо, пред който дон Жуан се разкрива. Той иска да му отмъсти, но дон Карлос в знак на благодарност запазва живота на дон Жуан, обещавайки пред брат си, че ще отложат отмъщението за по-късно. Братята излизат. Снагарел и дон Жуан се оказват пред гроба на командира, който скоро е бил убит от дон Жуан. Той заповядва на Снагарел да покани статуята на командира но обяд, а тя от своя страна му кимва с глава.

### IV действие
Действието се развива в апартамента на дон Жуан. Появява се кредиторът господин Диманш, който е отрупан с много любезности и комплименти от дон Жуан и по този начин успява да го отпрати. След това идва дон Луис. Той изразява своето разочарование от постъпките на сина си и си тръгва. Влиза доня Елвира, която идва да го извести, че е време да се разкае, защото ще предизвика „гнева на небето“. Когато дон Жуан и Снагарел най-сетне сядат на масата, се появява статуята на командира, която го кани на обяд.

### V действие
Дон Жуан съобщава на баща си, че се е променил и се е отказал от нечестивите пътища. Дон Луис е радостен от тази новина. Снагарел също е възхитен от промяната, която настъпва в живота на господаря му. Дон Жуан изяснявя на слугата си, че това е била постановка пред баща му, за да го защитава при бъдещи неприятности. След това говори с възхвала за лицемерието. Появява се дон Карлос, който иска да знае дали дон Жуан ще потвърди, че доня Елвира ще продължи да бъде негова съпруга. В пета сцена влиза призрак във вид на забулена жена, даваща му последен шанс да се покае, но дон Жуан посяга с шпагата си да удари духа и той изчезва. Последната сцена представя влизането на статуята на командира, която съобщава на дон Жуан, че греха води до ужасна смърт. Следват силен гръм и ярки светлини. Дон Жуан пада, а земята се разтваря и го поглъща, а от мястото, където е потънал, излизат големи пламъци. Останал сам, Снагарел оплаква оплаква загубената си заплата.

В I, II и III действие дон Жуан е представен като прелъстител и прелюбодеец, докато в IV – лицемер, а в V – безбожник.

## Българската рецепция

### Преводи
- Дон Жуан: Комедия в 5 действия / Молиер; Прѣв. Н. Соколов. – София: Знание, [1914] София Печатница Ив. Г. Игнатов
- Комедии / Жан Батист Молиер. – София: Нар. култура, 1977
- Автор: Молиер /Издател: Театър „Иван Вазов“, 1987

### Постановки
- Дон Жуан – (1977, превод Пенчо Симов)

„Дон Жуан, или Каменният гост" на Молиер започва с огромен монолог на слугата на Дон Жуан – Сганарел. Този текст обикновено е съкращаван от театрите и невинаги е печатан. Няма го и в превода на български на Пенчо Симов.
- Младен Киселов в постановката си от 1986 г. в Народния театър „Иван Вазов“ възстановява монолога на Сганарел – роля, която се изпълнявала от Велко Кънев. Спектакълът започвал с въпроса към публиката на Велко Кънев-Сганарел – „защо искат да ни забранят да пушим?“ И завършвал с неочакваната констатация – „защото пушенето помага на мисленето, а те (Велко Кънев сочел с пръст нависоко) не искат да мислим, а само да се подчиняваме“.
- Радиопиеса по комедията на Молиер „Дон Жуан, или каменният гост“ – 1991
- „Дон Жуан“ на Сашо Морфов и Народен театър „Иван Вазов“ – Спектакълът е удостояван с множество награди, сред които: 3 награди АСКЕЕР 2007 за поддържаща женска роля (Рени Врангова), за режисура (Александър Морфов), за най-добро представление.

## Полезни учебни помагала
- Хаджикосев, Симеон. Молиер. София: Народна просвета, 1979.
- Хаджикосев, Симеон. Западноевропейска литература – част втора, София: Сиела, 2012.